# Casey Neistat
Casey Owen Neistat (født 25. marts 1981 i New London, Connecticut) er en amerikansk filminstruktør, producer, iværksætter og kendt for sine populære videoer og vlogs på YouTube. Casey Neistat har stiftet det sociale medie Beme (udtales Beam), som blev lanceret i juli 2015. Casey Neistat er gift med Candice Pool (g. 2013). Casey Neistat har tre børn, Owen Neistat, Francine Neistat og Georgie Neistat. Det kom frem 28. november 2016, at Casey har solgt sit sociale medie Beme til mediekoncernen CNN. Handlen er vurderet til $25 millioner, af folk der havde indsigt i handlen.    